# Kleine Röhrennasenfledermaus
Die Kleine Röhrennasenfledermaus (Murina aurata) ist eine Art der Gattung Murina innerhalb der Fledermäuse. Sie kommt in Asien von Zentralchina und dem Nordosten Indiens über Myanmar bis in die Festlandregionen von Südostasien vor.

## Merkmale
Die Kleine Röhrennasenfledermaus ist die kleinste Art der Gattung Murina und erreicht eine Kopf-Rumpf-Länge von etwa 33 bis 35 Millimetern und eine Schwanzlänge etwa 29 bis 31 Millimetern. Die Hinterfüße sind 7 bis 8 Millimeter lang. Die Ohren sind kurz, weit und rund, sie haben eine Länge von 10 bis 12 Millimeter. Die Rückenhaare sind an der Basis gräulich schwarz und haben an der Spitze einen goldenen Schimmer. Die Haare der Bauchseite sind basal ebenfalls grauschwarz, die Spitzen sind weiß. Die Unterarmlänge beträgt 28 bis 32 Millimeter, die Handflughäute setzen am Ansatz der Zehen an und die Schwanzflughaut (Uropatagium) ist mit kleinen, gekräuselten Haaren besetzt. Die Nasengänge sind gattungstypisch verlängert, sie öffnen sich nach vorn und zur Seite.
| 2 | · | 1 | · | 2 | · | 3 | = 34 |
| 3 | · | 1 | · | 2 | · | 3 | = 34 |

Der Schädel hat eine Gesamtlänge von 15,6 bis 15,9 Millimetern mit einem sehr flach ausgebildeten Schnauzenbereich (Rostrum). Wie andere Murina-Arten besitzen die Tiere jeweils zwei Schneidezähne (Incisivi), einen Eckzahn (Caninus), zwei Vorbackenzähne (Praemolares) und drei Backenzähne (Molares) in einer Oberkieferhälfte. Im Unterkiefer ist ein Schneidezahn pro Kieferhälfte mehr vorhanden, insgesamt besitzen sie entsprechend 34 Zähne. Der vordere Prämolar des Oberkiefers (P2) ist deutlich kleiner als der hintere (P4). Die Eckzähne des Unterkiefers sind vergleichsweise klein und entsprechen in der Höhe etwa dem folgenden Prämolar p2.

## Verbreitung
Die Kleine Röhrennasenfledermaus kommt in Ost- und Südasien von Zentralchina, dem zentralen und westlichen Nepal und dem Nordosten Indiens (Sikkim) über Myanmar bis Thailand, Laos und Vietnam sowie wahrscheinlich auch Kambodscha vor. In China ist die Art in Sichuan, Gansu, Yunnan, Guizhou und Xizang sowie auf Hainan nachgewiesen. Die Höhenverbreitung reicht in Südasien von etwa 2000 bis mehr als 4000 Meter.

## Lebensweise
Über die Lebensweise und Ökologie der Kleinen Röhrennasenfledermaus liegen nur vergleichsweise wenige Informationen vor. Wie andere Fledermäuse ist sie nachtaktiv und lebt vor allem von Insekten, die sie im Flug erbeutet. Dabei fliegt sie teilweise nahe am Boden. Sie lebt in Hochlandgebieten und wurde vor allem in Höhen um 4000 Meter mehrfach gefangen. Sie lebt wahrscheinlich nicht in Höhlen und versteckt sich wahrscheinlich eher im Blätterdach der Vegetation oder in Baumstämmen. Im indischen Sikkim wurde die Art teilweise in landwirtschaftlich genutzten Flächen in Höhen um 2000 Meter gefangen und in Vietnam stammen die Nachweise aus Primärwaldbeständen.

## Systematik
Die Kleine Röhrennasenfledermaus wird als eigenständige Art der Gattung Murina zugeordnet. Die wissenschaftliche Erstbeschreibung stammt von dem französischen Zoologen Alphonse Milne-Edwards aus dem Jahr 1872 anhand von Individuen aus der Region Baoxing (früher Moupin) in Sechuan in der heutigen Volksrepublik China, die ihm Pater Armand David nach Paris schickte.
Innerhalb der Art werden neben der Nominatform keine weitere Unterarten unterschieden, allerdings wurde teilweise eine zweite Unterart mit dem Namen Murina aurata faee Thomas, 1891, anerkannt.

## Gefährdung und Schutz
Die Art wird von der International Union for Conservation of Nature and Natural Resources (IUCN) aufgrund des großen Verbreitungsgebietes und des häufigen Vorkommens als nicht gefährdet (least concern) eingestuft. Bestandsgefährdende Risiken für die Art sind nicht bekannt, es ist jedoch möglich, dass von der Lebensraumumwandlung vor allem in Südostasien eine Bedrohung für regionale Bestände ausgeht.

## Belege
1. 1 2 3 4 5 6 7 8  Don E. Wilson: Little Tube-Nosed Bat. In: Andrew T. Smith, Yan Xie: A Guide to the Mammals of China. Princeton University Press, 2008; S. 383, ISBN 978-0-691-09984-2.
2. ↑  Don E. Wilson: Murina. In: Andrew T. Smith, Yan Xie: A Guide to the Mammals of China. Princeton University Press, 2008; S. 383 ff. ISBN 978-0-691-09984-2.
3. 1 2 3 4 5 6 7  Murina aurata in der Roten Liste gefährdeter Arten der IUCN 2017-3. Eingestellt von: C. Francis, P. Bates, S. Bumrungsri, N. Francis, G. Csorba, S. Molur, C. Srinivasulu, 2008. Abgerufen am 11. März 2018.
4. 1 2  Don E. Wilson & DeeAnn M. Reeder (Hrsg.): Murina (Murina) aurata in Mammal Species of the World. A Taxonomic and Geographic Reference (3rd ed).